# Mobile Golf
Mobile Golf (モバイルゴルフ?) è un videogioco sportivo di golf per Game Boy Color. È stato pubblicato l'11 maggio 2001 solo in Giappone. È il quinto titolo della serie Mario basato su questo sport. Tuttavia, a differenza degli altri, contiene elementi appartenenti ai gdr, come delle statistiche da incrementare salendo di livello.
Il giocatore può scegliere tra dodici personaggi: Mario, Peach, Yoshi, Foreman Spike, Ken, Napple, Thread, Lisa, Bean, Rozary, Powert e Bird.
Tramite l'accessorio Mobile Adapter GB, uscito all'inizio dell'anno, in Giappone era possibile collegare la console a un telefono cellulare per scaricare nuovi campi e personaggi, partecipare a tornei, e visualizzare suggerimenti e strategie per ogni buca al costo di circa 10 centesimi alla volta.
Alla sua uscita, la nota rivista Famitsū gli ha dato il voto 32/40.
A maggio 2001 raggiunse il nono posto nella classifica settimanale giapponese di vendite dei videogiochi.